# Sauris perfasciata
Sauris perfasciata är en fjärilsart som beskrevs av George Francis Hampson 1895. Sauris perfasciata ingår i släktet Sauris och familjen mätare. Inga underarter finns listade.